# Neto (football, 1981)
Pour les articles homonymes, voir Neto.
Darcy Dolce Neto dit Neto est un footballeur brésilien né le 7 février 1981 à São José do Rio Preto (Brésil). Ce petit gabarit explosif évolue depuis l'été 2007 à l'Aris FC et y occupe le poste de défenseur latéral droit.